# 亨特斯維爾 (印地安納州)
亨特斯維爾（英語：Huntersville）是位於美國印地安納州富蘭克林縣的一個非建制地區。該地的面積和人口皆未知。